# Forsstroemia neckeroides
Forsstroemia neckeroides är en bladmossart som beskrevs av Brotherus 1929. Forsstroemia neckeroides ingår i släktet Forsstroemia och familjen Leucodontaceae. Inga underarter finns listade i Catalogue of Life.